# Martha E. Pollack
Pour les articles homonymes, voir Pollack.
Martha Elizabeth Pollack, née le 27 août 1958 à Stamford (Connecticut, États-Unis), est une informaticienne américaine, présidente de l'université Cornell depuis avril 2017. Sa spécialité de recherche est l'intelligence artificielle, dans le cadre de laquelle ses contributions incluent des travaux sur la planification, le traitement automatique du langage naturel, et la reconnaissance d'activité pour l'assistance cognitive.

## Biographie
Pollack obtient son diplôme de linguistique au Dartmouth College en 1979. Elle obtient ensuite une maîtrise, puis un doctorat en informatique à l'université de Pennsylvanie en 1986, sous la supervision conjointe de Bonnie Weber et Barbara J. Grosz,.
Elle travaille chez SRI International de 1985 à 1992, puis est professeure à l’université de Pittsburgh de 1991 à 2000. En 1997, elle préside le programme des International Joint Conference on Artificial Intelligence (IJCAI). 
En 2000, elle rejoint la faculté de l’université du Michigan. Elle devient doyenne de la SchoolI of Information de l’université en 2007, puis vice-rectrice en 2010 et vice-présidente en 2013. 
Pollack est lauréate du IJCAI Computers and Thought Award de 1991.
Pollack est membre de l'Association pour la promotion de l'intelligence artificielle depuis 1996, qu’elle a présidée de 2009 à 2010. Elle a également été rédactrice en chef du Journal of Artificial Intelligence Research de 2001 à 2005.
Le 14 novembre 2016, le conseil d'administration de l'université Cornell annonce son élection à l'unanimité au poste de présidente de l’université, à compter du 17 avril 2017. Pollack a été officiellement installée le 25 août 2017,.

## Publications
- (en) Martha E Pollack, Inferring domain plans in question-answering, University of Pennsylvania, 1986, 182 p.
- (en) Philip R. Cohen, Jerry Morgan (direction) et Martha E. Pollack, Intentions in Communication, MIT Press, 1990, 520 p. (ISBN 978-0-262-03150-9, lire en ligne)

## Récompenses et distinctions
- membre de l’AAAI en 1996[12]
- membre de l’ACM en 2011[13]
- membre de l’AAAS en 2011[14]

## Crédits d’auteur
- (en) Cet article est partiellement ou en totalité issu de l’article de Wikipédia en anglais intitulé « Martha E. Pollack » (voir la liste des auteurs).